# Вдзенконь-Перший
Вдзенконь-Перший (пол. Wdziękoń Pierwszy) — село в Польщі, у гміні Замбрув Замбровського повіту Підляського воєводства.
Населення — 167 осіб (2011).
У 1975-1998 роках село належало до Ломжинського воєводства.

## Демографія
Демографічна структура станом на 31 березня 2011 року:
|          | Загалом | Допрацездатний вік | Працездатний вік | Постпрацездатний вік |
| -------- | ------- | ------------------ | ---------------- | -------------------- |
| Чоловіки | 94      | 24                 | 62               | 8                    |
| Жінки    | 73      | 8                  | 45               | 20                   |
| Разом    | 167     | 32                 | 107              | 28                   |